# Heike Schäfer
Heike Schäfer (née le 23 mars 1964 à Kirchen (Sieg)) est une chanteuse allemande.

## Carrière
Heike Schäfer fait sa première apparition publique en 1980. En 1982, elle étudie le chant pendant trois ans. Elle obtient la deuxième place dans la sélection de l'Allemagne au Concours Eurovision de la chanson 1985 avec la chanson Die Glocken von Rom, écrite par Ralph Siegel et Bernd Meinunger, le single atteint la 25e place dans les charts allemands où il reste pendant 14 semaines. Elle est un classique du répertoire des mariages en Allemagne. Pour sa performance, elle reçoit un Goldene Stimmgabel.
En 1987, il participe à l'ensemble vocal Wir für Euch qui sort l'album Insel der Liebe.
Suit une traversée du désert, la chanteuse tente un retour au milieu des années 1990 sans succès égal et continue sa carrière.

## Discographie
Singles
- 1985 : Die Glocken von Rom
- 1986 : Abschied tut weh
- 1987 : Blüten im Wind
- 1988 : Die Macht der Liebe
- 1989 : Schenk mir den Traum
- 1990 : Maria Dolores
- 1991 : Wenn Rosen weinen
- 1991 : Ave Maria
- 1999 : Wenn du bei mir bist
- 2000 : Am Ende bleiben Tränen
- 2001 : Der Sommer ist vorbei
- 2003 : Ich brauch ein bisschen Zärtlichkeit
- 2004 : Mein Herz ruft nach dir
- 2004 : Wirst du mich immer lieben
- 2005 : Ein neuer Morgen beginnt
- 2005 : Liebe mich
- 2005 : Ich bin dein Sommer
- 2006 : Noch träumt sie in seinen Armen
- 2006 : Irgendwann vielleicht
- 2007 : Nichts erinnert mehr an dich
- 2007 : Ich lebe noch
- 2008 : Wie gern wär ich im Himmel geblieben
- 2008 : Teil diesen Sommer mit mir
- 2008 : Hasta Manana
- 2009 : Leben
- 2009 : Der Sommer ohne dich
- 2009 : Wenn man den Wind nicht halten kann
- 2010 : Im Herzen sind Träumer allein
- 2010 : Ihn vergess ich nie
- 2010 : Schöne Bambola
- 2011 : Schuld daran war der Sommer

## Source de la traduction
- (de) Cet article est partiellement ou en totalité issu de l’article de Wikipédia en allemand intitulé « Heike Schäfer » (voir la liste des auteurs).